# FBC Saronno 1910
FBC Saronno 1910 (wł. Associazione Sportiva Dilettantistica Foot-Ball Club Saronno 1910) – włoski klub piłkarski, mający siedzibę w mieście Saronno, w północnej części kraju, grający od sezonu 2019/20 w rozgrywkach Prima Categoria Lombardia.

## Historia
Chronologia nazw:
- 1910: Circolo Sportivo Saronnese
- 1914: Saronno Foot-Ball Club
- 1940: Società Calcistica Saronno
- 1942: Società Calcistica Saronno – po dołączeniu Unione Sportiva Velox Saronno
- 1945: Saronno Foot-Ball Club
- 2000: klub rozwiązano
- 2000: Associazione Calcio Saronno Calcio
- 2002: klub rozwiązano
- 2003: Associazione Calcio Nuovo Saronno F.B.C. – po reorganizacji klubu Associazione Sportiva Manera Calcio
- 2006: Associazione Sportiva F.B.C. Saronno 1910 – po fuzji z Saronno Calcio
- 2010: klub rozwiązano – po sprzedaży tytułu sportowego dla ASD Gallaratese
- 2015: A.S.D. Foot-Ball Club Saronno 1910

Klub sportowy CS Saronnese został założony w miejscowości Saronno w marcu 1910 roku. Najpierw rozgrywał mecze towarzyskie. Dopiero w 1912 dołączył do FIGC i w sezonie 1912/13 zespół startował w mistrzostwach Terza Categoria Lombarda (D3), zajmując czwarte miejsce w grupie B. W następnym sezonie 1913/14 zajął szóste miejsce w grupie A. W 1914 klub zmienił nazwę na Saronno F.B.C. i po nabyciu własnego boiska otrzymał awans do Promozione Lombarda (D2). W sezonie 1914/15 po zajęciu drugiej pozycji w grupie A Promozione Lombarda następnie zajął piątą lokatę w finale regionu, ale potem z powodu rozpoczęcia działań wojennych I wojny światowej mistrzostwa zostały zawieszone.
Dopiero po zakończeniu I wojny światowej w 1919 roku klub został zakwalifikowany do Prima Categoria, w której zajął trzecie miejsce w grupie C Lombarda w sezonie 1919/20. W następnym sezonie 1920/21 zespół wygrał grupę E, a potem w finale regionu był piątym. 24 lipca 1921 roku, podczas zgromadzenia na którym przedstawiono Projekt Pozzo, plan reformy mistrzostw, który przewidywał zmniejszenie mistrzostw Pierwszej Dywizji Północnej do zaledwie 24 uczestników w porównaniu z 64 uczestnikami mistrzostw sezonu 1920/21, 24 największe włoskie kluby odłączyli się od FIGC, tworząc federację (CCI) i mistrzostwo (Prima Divisione, znane również jako Torneo delle 24). Klub zdecydował się pozostać w szeregach FIGC, zajmując w sezonie 1921/22 trzecie miejsce w grupie A mistrzostw Prima Categoria Lombarda. Przed rozpoczęciem sezonu 1922/23 ze względu na kompromis Colombo dotyczący restrukturyzacji mistrzostw, klub został zakwalifikowany do rozgrywek Seconda Divisione Lega Nord (D2), w których zajął trzecie miejsce w grupie D. W następnym sezonie 1923/24 po zajęciu 7. pozycji w grupie D i przegraniu 1:2 barażu z US Milanese spadł do Terza Divisione Lombarda (D3).
Po reorganizacji systemu ligi w 1926 i wprowadzeniu najwyższej klasy, zwanej Divisione Nazionale klub w sezonie 1926/27 zajął drugie miejsce w grupie B Terza Divisione Lombarda (D4) i wrócił do trzeciego poziomu zwanego Seconda Divisione Nord. W następnym sezonie zwyciężył w grupie B i zdobył promocję do Prima Divisione Nord. W sezonie 1929/30 po podziale najwyższej dywizji na Serie A i Serie B poziom Prima Divisione został zdegradowany do trzeciego  stopnia. Po zakończeniu sezonu 1934/35 klub zrezygnował z dalszej gry w mistrzostwach z powodu utraty kilku graczy, którzy wyjechali na wojnę w Etiopii, następnie został zdyskwalifikowany z FIGC za brak aktywności. Po czterech latach nieaktywności, w 1939 roku klub Giovani Calciatori Saronnesi został członkiem FIGC i dołączył do byłych zawodników Saronno F.B.C., startując w prowincjonalnych mistrzostwach Sezione Propaganda di Como. W 1940 klub otrzymał nazwę SC Saronno i startował w regionalnych mistrzostwach Lombardii, wygrywając w sezonie 1940/41 grupę C Seconda Divisione Lombarda (D5), ale przegrał awans do finału, jednak otrzymał promocję do Prima Divisione Lombarda. W następnym sezonie 1941/42 po zwycięstwie w grupie F Prima Divisione Lombarda, uzyskał drugą lokatę w finałowej rundzie regionu i awansował do Serie C. W 1942 do klubu dołączył Unione Sportiva Velox Saronno, a w sezonie 1942/43 zajął 10.miejsce w grupie D Serie C. Ale potem klub zrezygnował z udziału w następnych rozgrywkach Serie C i tracił przynależność do FIGC. Klub Unione Sportiva Velox z Gerenzano zapisał się do regionalnych turniejów Lombardii, rejestrując wielu byłych graczy rozwiązanego klubu.
Po zakończeniu II wojny światowej, klub wznowił działalność jako Saronno F.B.C. i został zakwalifikowany do rozgrywek Serie C, zajmując w sezonie 1945/46 szóste miejsce w grupie F Serie C Alta Italia. W 1948 roku klub spadł do Promozione Nord (D4), ale w 1950 wrócił do Serie C. W 1952 po kolejnej reorganizacji systemu lig zespół został zdegradowany do IV Serie. W 1957 liga zmieniła nazwę na Seconda Categoria Interregionale, a w 1959 została przemianowana na Serie D. W sezonie 1959/60 zwyciężył w grupie B Serie D i otrzymał awans do Serie C. Po zakończeniu sezonu 1963/64 został zdegradowany do Serie D, a w 1968 do Promozione Lombarda (D5). Przed rozpoczęciem sezonu 1978/79 Serie C została podzielona na dwie dywizje: Serie C1 i Serie C2, wskutek czego Promozione została obniżona do szóstego poziomu. W sezonie 1978/79 zwyciężył najpierw w grupie A Promozione Lombarda, a potem również w turnieju finałowym regionu i wrócił do Serie D. W 1981 piąty poziom ligowy został przemianowany na Campionato Interregionale. W 1984 zespół spadł do Promozione Lombarda, ale po dwóch latach wrócił do Campionato Interregionale. W 1990 roku awansował do Serie C2, jednak nie utrzymał się w niej i spadł z powrotem do Campionato Interregionale, które w 1992 roku przyjęło nazwę Campionato Nazionale Dilettanti. W 1994 awansował do Serie C2, a w następnym roku do Serie C1. W 1999 wrócił do Serie C2.
W 2000 roku klub został zdyskwalifikowany z Serie C2, ponieważ nie miał odpowiedniego boiska domowego; nie udało mu się zakwalifikować również do regionalnych mistrzostw Lombardii i został usunięty z federalnych ról FIGC. Powstał nowy klub z nazwą AC Saronno Calcio, który startował w Terza Categoria Legnano (D10). Po roku awansował do Seconda Categoria Lombarda, jednak nie utrzymał się w niej, spadając w 2002 do Terza Categoria Varese. Jednak przed rozpoczęciem sezonu 2002/03 klub zrezygnował z dalszych występów i został rozwiązany.
W 2003 roku klub AC Manera Calcio z Manera di Lomazzo, jako zwycięzca grupy G Prima Categoria Lombarda, przeniósł swoją siedzibę do Rovello Porro i przyjął nazwę AC Nuovo Saronno F.B.C. W sezonie 2003/04 zajął ósme miejsce w grupie A Promozione Lombarda (D7), a w następnym sezonie 2004/05 zwyciężył w grupie A i otrzymał promocję do Eccellenza Lombardia. W 2006 roku nastąpiła fuzja z Saronno Calcio po czym klub zmienia nazwę na AS F.B.C. Saronno 1910. W sezonie 2009/10 zespół wygrał grupę A Eccellenza Lombardia i awansował do Serie D. Jednak potem sprzedał tytuł sportowy klubowi Gallaratese i zaprzestał działalności.
W 2015 klub został reaktywowany jako ASD F.B.C. Saronno 1910, po tym jak ASD Matteotti kupił sportowy tytuł od klubu SolbiaSommese Calcio, dołączając do rozgrywek Eccellenza Lombardia. Sezon 2017/18 zakończył na 17.pozycji w grupie A Eccellenza Lombardia i został zdegradowany do Promozione Lombardia. W następnym sezonie 2018/19 zajął ostatnie 16.miejsce w grupie A i spadł do Prima Categoria Lombarda.

## Barwy klubowe, strój
|  |  |

Klub ma barwy biało-błękitne. Zawodnicy domowe spotkania zazwyczaj grają w pasiastych pionowo biało-błękitnych koszulkach, białych spodenkach oraz białych getrach.

## Sukcesy

### Trofea międzynarodowe
Nie uczestniczył w rozgrywkach europejskich (stan na 31-05-2020).

### Trofea krajowe
| \| \| Zdobyte trofea w rozgrywkach Włoch (stan na: 31-08-2020) \| |                                                          |      |                      |
| Rozgrywki                                                         | Osiągnięcie                                              | Razy | Sezon(y)             |
| · Mistrzostwo                                                     | I miejsce                                                | 0    |                      |
| · Mistrzostwo                                                     | II miejsce                                               | 0    |                      |
| · Mistrzostwo                                                     | III miejsce                                              | 0    |                      |
| · Mistrzostwo                                                     | 5.miejsce                                                | 1    | 1920/21 (Lombarda)   |
| · Puchar                                                          | zdobywca                                                 | 0    |                      |
| · Puchar                                                          | finalista                                                | 0    |                      |
| · Puchar                                                          | 1/16 finału                                              | 2    | 1922, 1926/27        |
| II liga                                                           | I miejsce                                                | 0    |                      |
| II liga                                                           | II miejsce                                               | 1    | 1914/15 (A Lombarda) |
| II liga                                                           | III miejsce                                              | 1    | 1922/23 (B)          |
| Włochy                                                            | Zdobyte trofea w rozgrywkach Włoch (stan na: 31-08-2020) |      |                      |

- Terza Categoria/Serie C (D3):
  - mistrz (1x): 1927/28 (B)
  - wicemistrz (2x): 1924/25 (B Lombarda), 1931/32 (C)
  - 3.miejsce (2x): 1925/26 (B Lombarda), 1960/61 (A)

## Poszczególne sezony

### Rozgrywki międzynarodowe

#### Europejskie puchary
Nie uczestniczył w rozgrywkach europejskich.

### Rozgrywki krajowe
| \| Włochy \| Bilans występów klubu w rozgrywkach piłkarskich Włoch (Stan na 31 sierpnia 2020 r.) \| \| | |        |       |   |   |   |    |    |     |                                                                                               |        |        |      |
| Poziom                                                                                                 | Rozgrywki | Sezony | Mecze | Z | R | P | B+ | B– | Pkt | Lata                                                                                          | Awanse | Spadki | Naj. |
| I | Prima Categoria Lombarda | 3      |       |   |   |   |    |    |     | 1919–1922                                                                                     | 0      | 1      | 5    |
| II | Promozione Lombarda, Seconda Divisione, Prima Divisione                                                                                    | 4      |       |   |   |   |    |    |     | 1914/15, 1922–1924, 1928/29                                                                   | 1      | 2      | 2    |
| III | Terza Categoria Lombarda, Seconda Divisione, Prima Divisione, Serie C, Serie C1                                                            | 25     |       |   |   |   |    |    |     | 1912–1914, 1924–1926, 1927/28, 1929–1935, 1942/43, 1945–1948, 1950–1952, 1960–1964, 1995–1999 | 2      | 7      | 1    |
| IV | Terza Divisione, Prima Divisione, Promozione, IV Serie, Seconda Categoria Interregionale, Serie D, Serie C2                                | 19     |       |   |   |   |    |    |     | 1926/27, 1941/42, 1948–1950, 1952–1960, 1964–1968, 1990/91, 1994/95, 1999/00                  | 5      | 3      | 1    |
| V | Seconda Divisione Lombarda, Promozione Lombarda, Serie D, Campionato Interregionale, Campionato Nazionale Dilettanti, Eccellenza Lombardia | 26     |       |   |   |   |    |    |     | 1940/41, 1968–1978, 1979–1984, 1986–1990, 1991–1994, 2015–2018                                | 3      | 3      | 1    |
| | Puchar Włoch | 2      |       |   |   |   |    |    |     | 1922, 1926/27                                                                                 | 0      | 0      | 1/16 |
| Włochy                                                                                                 | Bilans występów klubu w rozgrywkach piłkarskich Włoch (Stan na 31 sierpnia 2020 r.)                                                        |        |       |   |   |   |    |    |     |                                                                                               |        |        |      |

## Struktura klubu

### Stadion
Klub piłkarski rozgrywa swoje mecze domowe na Stadio Emilio Colombo-Gaetano Gianetti w Saronno o pojemności 1300 widzów.

### Derby
- Varese Calcio
- Inter Mediolan
- A.C. Milan
- ACD Legnano
- Como 1907